# Xanthorhoe albescens
Xanthorhoe albescens là một loài bướm đêm trong họ Geometridae.